# Coupe du monde de ski de fond 2002-2003
Navigation
Édition précédente Édition suivante
La 22e édition de la Coupe du monde de ski de fond s'est déroulée du 26 octobre 2002 au 23 mars 2003.

## Classements

### Classements généraux
| Rang | Nom                 | Points |
| ---- | ------------------- | ------ |
| 1    | Mathias Fredriksson | 876    |
| 2    | René Sommerfeldt    | 589    |
| 3    | Jörgen Brink        | 441    |
| 4    | Axel Teichmann      | 441    |
| 5    | Lukáš Bauer         | 429    |
| 6    | Frode Estil         | 414    |
| 7    | Andrus Veerpalu     | 370    |
| 8    | Vincent Vittoz      | 352    |
| 9    | Tor Arne Hetland    | 340    |
| 10   | Anders Aukland      | 340    |

| Rang | Nom                          | Points |
| ---- | ---------------------------- | ------ |
| 1    | Bente Skari                  | 1392   |
| 2    | Kristina Šmigun-Vähi         | 834    |
| 3    | Gabriella Paruzzi            | 713    |
| 4    | Evi Sachenbacher-Stehle      | 667    |
| 5    | Hilde Gjermundshaug Pedersen | 543    |
| 6    | Marit Bjørgen                | 508    |
| 7    | Claudia Nystad               | 466    |
| 8    | Sabina Valbusa               | 427    |
| 9    | Beckie Scott                 | 405    |
| 10   | Anita Moen                   | 398    |

### Classements de sprint
| Rang | Nom                 | Points |
| ---- | ------------------- | ------ |
| 1    | Thobias Fredriksson | 416    |
| 2    | Tor Arne Hetland    | 391    |
| 3    | Lauri Pyykkönen     | 280    |
| 4    | Jörgen Brink        | 279    |
| 5    | Christian Zorzi     | 276    |

| Rang | Nom            | Points |
| ---- | -------------- | ------ |
| 1    | Marit Bjørgen  | 485    |
| 2    | Bente Skari    | 410    |
| 3    | Pirjo Muranen  | 292    |
| 4    | Manuela Henkel | 276    |
| 5    | Anita Moen     | 263    |

## Calendrier et podiums

### Hommes

#### Épreuves individuelles
| Étape                                                                    | Lieu          | Épreuve          | Date             | Vainqueur           | Deuxième              | Troisième             |
| ------------------------------------------------------------------------ | ------------- | ---------------- | ---------------- | ------------------- | --------------------- | --------------------- |
| 1                                                                        | Düsseldorf    | Sprint Libre     | 26 octobre 2002  | Peter Larsson       | Thobias Fredriksson   | Tor Arne Hetland      |
| 2                                                                        | Kiruna        | 10 km Libre      | 23 novembre 2002 | Vincent Vittoz      | Pietro Piller Cottrer | Fulvio Valbusa        |
| 3                                                                        | Kuusamo       | 10 km Classique  | 30 novembre 2002 | Vassili Rotchev     | Lukáš Bauer           | Axel Teichmann        |
| 4                                                                        | Davos         | 15 km Libre      | 7 décembre 2002  | Mathias Fredriksson | Vincent Vittoz        | Fulvio Valbusa        |
| 5                                                                        | Clusone       | Sprint Libre     | 11 décembre 2002 | Tor Arne Hetland    | René Sommerfeldt      | Anders Högberg        |
| 6                                                                        | Cogne         | 30 km Classique  | 14 décembre 2002 | Frode Estil         | Anders Aukland        | Mathias Fredriksson   |
| 7                                                                        | Cogne         | Sprint Classique | 15 décembre 2002 | Tor Arne Hetland    | Lauri Pyykkönen       | Kristen Skjeldal      |
| 8                                                                        | Linz          | Sprint Libre     | 19 décembre 2002 | Mikael Östberg      | Thobias Fredriksson   | Cristian Zorzi        |
| 9                                                                        | Ramsau        | 20 km            | 21 décembre 2002 | Axel Teichmann      | Anders Södergren      | Tobias Angerer        |
| 10                                                                       | Kavgolovo     | 10 km Libre      | 4 janvier 2003   | René Sommerfeldt    | Mathias Fredriksson   | Axel Teichmann        |
| 11                                                                       | Otepää        | Sprint Classique | 11 janvier 2003  | Course annulée      | Course annulée        | Course annulée        |
| 12                                                                       | Otepää        | 30 km Classique  | 12 janvier 2003  | Jörgen Brink        | Anders Aukland        | Andrus Veerpalu       |
| 13                                                                       | Nové Město    | 15 km Libre      | 18 janvier 2003  | Lukáš Bauer         | Christian Hoffmann    | Per Elofsson          |
| 14                                                                       | Oberhof       | 15 km Classique  | 25 janvier 2003  | Mathias Fredriksson | Reto Burgermeister    | Frode Estil           |
| 15                                                                       | Reit im Winkl | Sprint Classique | 12 février 2003  | Cristian Zorzi      | Jörgen Brink          | Tobias Angerer        |
| 16                                                                       | Asiago        | 10 km Classique  | 15 février 2003  | Andrus Veerpalu     | Frode Estil           | Fulvio Valbusa        |
| Championnats du monde de ski nordique 2003 (18 février au 1er mars 2003) |               |                  |                  |                     |                       |                       |
| 17                                                                       | Oslo          | Sprint Classique | 6 mars 2003      | Håvard Bjerkeli     | Lauri Pyykkönen       | Thobias Fredriksson   |
| 18                                                                       | Oslo          | 50 km Classique  | 8 mars 2003      | Andrus Veerpalu     | Anders Aukland        | Andrei Nutrichin      |
| 19                                                                       | Drammen       | Sprint Classique | 11 mars 2003     | Jens Arne Svartedal | Keijo Kurttila        | Thobias Fredriksson   |
| 20                                                                       | Lahti         | 15 km Libre      | 16 mars 2003     | Mathias Fredriksson | Lukáš Bauer           | Pietro Piller Cottrer |
| 21                                                                       | Borlänge      | Sprint Libre     | 20 mars 2003     | Thobias Fredriksson | Peter Larsson         | Cristian Zorzi        |
| 22                                                                       | Falun         | 20 km            | 22 mars 2003     | Mathias Fredriksson | Frode Estil           | Jörgen Brink          |

#### Épreuves par équipes
| Étape                                                                    | Lieu       | Épreuve                | Date             | Vainqueur                                                                            | Deuxième                                                                                  | Troisième                                                                          |
| ------------------------------------------------------------------------ | ---------- | ---------------------- | ---------------- | ------------------------------------------------------------------------------------ | ----------------------------------------------------------------------------------------- | ---------------------------------------------------------------------------------- |
| 1                                                                        | Düsseldorf | Sprint par équipe      | 27 octobre 2002  | Course annulée                                                                       | Course annulée                                                                            | Course annulée                                                                     |
| 2                                                                        | Kiruna     | Relais 4 x 10 km Libre | 24 novembre 2002 | Italie - Giorgio Di Centa - Fulvio Valbusa - Pietro Piller Cottrer - Cristian Zorzi  | Norvège - Kristen Skjeldal - Anders Aukland - Tor Arne Hetland - Thomas Alsgaard          | Allemagne - Andreas Schlütter - Axel Teichmann - Tobias Angerer - René Sommerfeldt |
| 3                                                                        | Davos      | Relais 4 x 10 km Libre | 8 décembre 2002  | Norvège II - Anders Aukland - Tore Bjonviken - Tor Arne Hetland - Thomas Alsgaard    | Italie - Giorgio Di Centa - Freddy Schwienbacher - Pietro Piller Cottrer - Cristian Zorzi | Norvège I - Odd-Bjørn Hjelmeset - Frode Estil - Kristen Skjeldal - Espen Bjervig   |
| 4                                                                        | Kavgolovo  | Sprint par équipe      | 5 janvier 2003   | Course annulée                                                                       | Course annulée                                                                            | Course annulée                                                                     |
| 5                                                                        | Nové Město | Relais                 | 19 janvier 2003  | Norvège - Anders Aukland - Frode Estil - Tore Ruud Hofstad - Thomas Alsgaard         | Italie - Giorgio Di Centa - Fulvio Valbusa - Cristian Zorzi - Freddy Schwienbacher        | Allemagne - Jens Filbrich - Andreas Schlütter - Tobias Angerer - Andreas Stitzl    |
| 6                                                                        | Oberhof    | Sprint par équipe      | 26 janvier 2003  | Italie - Giorgio Di Centa - Cristian Zorzi                                           | Allemagne - René Sommerfeldt - Tobias Angerer                                             | Norvège - Jens Arne Svartedal - Thomas Alsgaard                                    |
| 7                                                                        | Asiago     | Sprint par équipe      | 14 février 2003  | Italie I - Giorgio Di Centa - Cristian Zorzi                                         | Allemagne II - René Sommerfeldt - Tobias Angerer                                          | Italie II - Renato Pasini - Freddy Schwienbacher                                   |
| Championnats du monde de ski nordique 2003 (18 février au 1er mars 2003) |            |                        |                  |                                                                                      |                                                                                           |                                                                                    |
| 8                                                                        | Falun      | Relais                 | 23 mars 2003     | Norvège - Lars Carlsson (it) - Mathias Fredriksson - Anders Södergren - Jörgen Brink | Italie - Giorgio Di Centa - Fulvio Valbusa - Pietro Piller Cottrer - Cristian Zorzi       | Allemagne - Jens Filbrich - Andreas Schlütter - René Sommerfeldt - Axel Teichmann  |

### Femmes

#### Épreuves individuelles
| Étape                                                                    | Lieu          | Épreuve          | Date             | Vainqueur                        | Deuxième                     | Troisième                    |
| ------------------------------------------------------------------------ | ------------- | ---------------- | ---------------- | -------------------------------- | ---------------------------- | ---------------------------- |
| 1                                                                        | Düsseldorf    | Sprint Libre     | 26 octobre 2002  | Marit Bjørgen                    | Gabriella Paruzzi            | Anita Moen                   |
| 2                                                                        | Kiruna        | 5 km Libre       | 23 novembre 2002 | Kristina Šmigun Evi Sachenbacher |                              | Claudia Künzel               |
| 3                                                                        | Kuusamo       | 10 km Classique  | 30 novembre 2002 | Bente Skari                      | Kristina Šmigun              | Lilia Vasilieva              |
| 4                                                                        | Davos         | 10 km Libre      | 7 décembre 2002  | Bente Skari                      | Kristina Šmigun              | Gabriella Paruzzi            |
| 5                                                                        | Clusone       | Sprint Libre     | 11 décembre 2002 | Marit Bjørgen                    | Claudia Künzel               | Maj Helen Sorkmo             |
| 6                                                                        | Cogne         | 15 km Classique  | 14 décembre 2002 | Bente Skari                      | Kristina Šmigun              | Anita Moen                   |
| 7                                                                        | Cogne         | Sprint Classique | 15 décembre 2002 | Bente Skari                      | Marit Bjørgen                | Hilde Gjermundshaug Pedersen |
| 8                                                                        | Linz          | Sprint Libre     | 19 décembre 2002 | Pirjo Manninen                   | Hilde Gjermundshaug Pedersen | Beckie Scott                 |
| 9                                                                        | Ramsau        | 10 km            | 21 décembre 2002 | Bente Skari                      | Marit Bjørgen                | Kristina Šmigun              |
| 10                                                                       | Kawgolowo     | 15 km Libre      | 4 janvier 2003   | Kristina Šmigun                  | Sabina Valbusa               | Gabriella Paruzzi            |
| 11                                                                       | Otepää        | Sprint Classique | 11 janvier 2003  | Course annulée                   | Course annulée               | Course annulée               |
| 12                                                                       | Otepää        | 15 km Classique  | 12 janvier 2003  | Bente Skari                      | Kristina Šmigun              | Kaisa Varis                  |
| 13                                                                       | Nové Město    | 10 km Libre      | 18 janvier 2003  | Bente Skari                      | Gabriella Paruzzi            | Kristina Šmigun              |
| 14                                                                       | Oberhof       | 10 km Classique  | 25 janvier 2003  | Bente Skari                      | Hilde Gjermundshaug Pedersen | Kaisa Varis                  |
| 15                                                                       | Reit im Winkl | Sprint Classique | 12 février 2003  | Marit Bjørgen                    | Evi Sachenbacher             | Sabina Valbusa               |
| 16                                                                       | Asiago        | 5 km Classique   | 15 février 2003  | Bente Skari                      | Beckie Scott                 | Olga Savialova               |
| Championnats du monde de ski nordique 2003 (18 février au 1er mars 2003) |               |                  |                  |                                  |                              |                              |
| 17                                                                       | Oslo          | Sprint Classique | 6 mars 2003      | Bente Skari                      | Manuela Henkel               | Kirsi Välimaa                |
| 18                                                                       | Oslo          | 30 km Classique  | 8 mars 2003      | Bente Skari                      | Annmari Viljanmaa            | Aino-Kaisa Saarinen          |
| 19                                                                       | Drammen       | Sprint Classique | 11 mars 2003     | Bente Skari                      | Manuela Henkel               | Virpi Kuitunen               |
| 20                                                                       | Lahti         | 10 km Libre      | 16 mars 2003     | Gabriella Paruzzi                | Olga Savialova               | Bente Skari                  |
| 21                                                                       | Borlänge      | Sprint Libre     | 20 mars 2003     | Bente Skari                      | Beckie Scott                 | Marit Bjørgen                |
| 22                                                                       | Falun         | 10 km            | 22 mars 2003     | Bente Skari                      | Evi Sachenbacher             | Olga Savialova               |

#### Épreuves par équipes
| Étape                                                                    | Lieu       | Épreuve               | Date             | Vainqueur                                                                                  | Deuxième                                                                                     | Troisième                                                                                |
| ------------------------------------------------------------------------ | ---------- | --------------------- | ---------------- | ------------------------------------------------------------------------------------------ | -------------------------------------------------------------------------------------------- | ---------------------------------------------------------------------------------------- |
| 1                                                                        | Düsseldorf | Sprint par équipe     | 27 octobre 2002  | Course annulée                                                                             | Course annulée                                                                               | Course annulée                                                                           |
| 2                                                                        | Kiruna     | Relais 4 x 5 km Libre | 24 novembre 2002 | Norvège - Anita Moen - Bente Skari - Maj Helen Sorkmo - Vibeke Skofterud                   | Allemagne - Manuela Henkel - Viola Bauer - Claudia Künzel - Evi Sachenbacher                 | Italie - Magda Genuin - Gabriella Paruzzi - Arianna Follis - Sabina Valbusa              |
| 3                                                                        | Davos      | Relais 4 x 5 km Libre | 8 décembre 2002  | Norvège - Vibeke Skofterud - Bente Skari - Hilde Gjermundshaug Pedersen - Maj Helen Sorkmo | Russie - Olga Savialova - Lilia Vasilieva - Evgenia Medvedeva - Nina Gavrilyuk               | Allemagne - Manuela Henkel - Viola Bauer - Evi Sachenbacher - Claudia Künzel             |
| 4                                                                        | Kavgolovo  | Sprint par équipe     | 5 janvier 2003   | Course annulée                                                                             | Course annulée                                                                               | Course annulée                                                                           |
| 5                                                                        | Nové Město | Relais 4 x 5 km Libre | 19 janvier 2003  | Allemagne - Manuela Henkel - Viola Bauer - Evi Sachenbacher - Claudia Künzel               | Norvège - Anita Moen - Marit Bjørgen - Kristin Størmer Steira - Hilde Gjermundshaug Pedersen | Finlande - Kirsi Välimaa - Aino-Kaisa Saarinen - Elina Hietanäki-Pienemäki - Kaisa Varis |
| 6                                                                        | Oberhof    | Sprint par équipe     | 26 janvier 2003  | Norvège - Anita Moen - Hilde Gjermundshaug Pedersen                                        | Allemagne III - Manuela Henkel - Claudia Künzel                                              | Allemagne II - Stefanie Böhler - Viola Bauer                                             |
| 7                                                                        | Asiago     | Sprint par équipe     | 14 février 2003  | Allemagne II - Evi Sachenbacher - Claudia Künzel                                           | Russie II - Natalia Korosteliova - Aliona Sidko                                              | Italie - Arianna Follis - Karin Moroder                                                  |
| Championnats du monde de ski nordique 2003 (18 février au 1er mars 2003) |            |                       |                  |                                                                                            |                                                                                              |                                                                                          |
| 8                                                                        | Falun      | Relais                | 23 mars 2003     | Allemagne - Manuela Henkel - Viola Bauer - Claudia Künzel - Evi Sachenbacher               | Norvège - Anita Moen - Hilde Gjermundshaug Pedersen - Kristin Størmer Steira - Bente Skari   | Italie - Sabina Valbusa - Gabriella Paruzzi - Antonella Confortola - Arianna Follis      |

### Mixte
| Étape | Lieu    | Épreuve                     | Date              | Vainqueur                                                                          | Deuxième                                                                              | Troisième                                                                            |
| ----- | ------- | --------------------------- | ----------------- | ---------------------------------------------------------------------------------- | ------------------------------------------------------------------------------------- | ------------------------------------------------------------------------------------ |
| 1     | Kuusamo | Relais 2 x 5 km + 2 x 10 km | 1er décembre 2002 | Finlande - Annmari Viljanmaa - Ari Palolahti - Pirjo Manninen - Teemu Kattilakoski | Finlande II - Kirsi Välimaa - Kuisma Taipale - Riitta-Liisa Roponen - Sami Jauhojärvi | Italie - Gabriella Paruzzi - Fulvio Valbusa - Sabina Valbusa - Pietro Piller Cottrer |